# Saint-Maurice-lès-Châteauneuf
Saint-Maurice-lès-Châteauneuf is een gemeente in het Franse departement Saône-et-Loire (regio Bourgogne-Franche-Comté) en telt 573 inwoners (1999). De plaats maakt deel uit van het arrondissement Charolles.

## Geografie
De oppervlakte van Saint-Maurice-lès-Châteauneuf bedraagt 10,8 km², de bevolkingsdichtheid is 53,1 inwoners per km².
De onderstaande kaart toont de ligging van Saint-Maurice-lès-Châteauneuf met de belangrijkste infrastructuur en aangrenzende gemeenten.

## Demografie
Onderstaande figuur toont het verloop van het inwonertal (bron: INSEE-tellingen).

1. ↑  Populations de référence 2022.